# マラコ・レコード
マラコ・レコード (Malaco Records) は、アメリカ合衆国ミシシッピ州ジャクソンのレコード・レーベルである。主にソウル、R&B、ゴスペル音楽、ブルースをリリースしている。

## 歴史
設立は1962年と古いが、大ヒットが出るまでには時間がかかった。マラコに最初のヒットをもたらしたのは、キング・フロイドの「グルーヴ・ミー」だった。 しかし、トラックはスタックスとアトランティック・レコードに提出されたときに拒否された。苛立ったマラコは、独自のChimneyvilleレーベルでフロイドのトラックをリリースした。「グルーヴ・ミー」がラジオの再生と販売を開始したとき、Atlanticは結局、配信のためにレコードを拾い上げ、マラコに将来のChimneyville製品のレーベル契約を与えた。曲は10月に全国チャートに登場し、米国の ビルボード R＆B チャートで1位、ビルボードホット100で6位まで上昇した。1971年、Chimneyvilleは、KingFloydの「BabyLetMe Kiss You」（R&B　No5、Pop　No. 29 ）で再びヒットとなった。一方、スタックスはジーン・ナイトの「Mr. Big Stuff」でチャンスをつかむことを決め、R＆Bチャートの1位と、ポップ2位で200万枚以上を売り上げた。
マラコのスタジオとセッションミュージシャンは需要があった。ドラマーのジェームス・ストラウド、ベーシストのバーニー・ロビンス、ギタリストのジェリー・ベケットがマラコ・リズム・セクションの中核であり、後にキーボーディストのカーソン・ウィットセットが加わった。アトランティックは、ポインターシスターズをマラコに送ったりした。スタックスはルーファス・トーマスらを送った。1973年1月、ポール・サイモンは彼の「ひとりごと」アルバムをアラバマ州マッスルショールズ、NYコロンビアスタジオの他に、マラコでも録音した。やがて1976年にドロシー・ムーアの「ミスティ・ブルー」がポップでもヒットし、マラコの知名度が上がった。その後、80年代初頭にはZZヒルの「チーティン・イン・ザ・ネクスト・ルーム」がソウル・ヒットとなっている。